# Mistrzostwa Europy Strongman 2000
Mistrzostwa Europy Strongman 2000 – doroczne, indywidualne zawody europejskich siłaczy.
Data: 18 czerwca 2000 r.

Miejsce: Sevenum  Holandia
WYNIKI ZAWODÓW:
| Miejsce | Zawodnik           | Kraj      | Punkty |
| ------- | ------------------ | --------- | ------ |
| 1.      | Berend Veneberg    | Holandia  | 48,5   |
| 2.      | Magnus Samuelsson  | Szwecja   | 47     |
| 3.      | Jarosław Dymek     | Polska    | 43,5   |
| 4.      | Raimonds Bergmanis | Łotwa     | 37     |
| 4.      | Pasi Paavisto      | Finlandia | 37     |
| 6.      | Svend Karlsen      | Norwegia  | 33     |
| 7.      | László Fekete      | Węgry     | 26,5   |
| 8.      | Jamie Barr         | Szkocja   | 22,5   |